# Division I 1991-1992
La Division I 1991-1992 è stata la 89ª edizione della massima serie del campionato belga di calcio disputata tra il settembre 1991 e il maggio 1992 e conclusa con la vittoria del Club Bruges, al suo nono titolo.
Capocannoniere del torneo fu Josip Weber (Club Bruges), con 26 reti.

## Formula
Come nella stagione precedente le squadre partecipanti furono 18 e disputarono un turno di andata e ritorno per un totale di 34 partite.
Le ultime 2 classificate retrocedettero in Division 2.
Le società ammesse alle coppe europee furono cinque: la squadra campione si qualificò alla UEFA Champions League 1992-1993, altre tre alla Coppa UEFA 1992-1993 e la vincitrice della coppa nazionale alla Coppa delle Coppe 1992-1993.

## Classifica finale
|    | Classifica      | G  | V  | N  | P  | GF | GS | Dif | Pt |
| -- | --------------- | -- | -- | -- | -- | -- | -- | --- | -- |
| 1  | Club Bruges     | 34 | 21 | 11 | 2  | 68 | 29 | 39  | 53 |
| 2  | Anderlecht      | 34 | 21 | 7  | 6  | 65 | 26 | 39  | 49 |
| 3  | Standard Liegi  | 34 | 16 | 14 | 4  | 59 | 28 | 31  | 46 |
| 4  | KV Mechelen     | 34 | 15 | 13 | 6  | 47 | 23 | 24  | 43 |
| 5  | Anversa         | 34 | 18 | 5  | 11 | 47 | 39 | 8   | 41 |
| 6  | Gent            | 34 | 16 | 9  | 9  | 54 | 44 | 10  | 41 |
| 7  | Lierse SK       | 34 | 14 | 9  | 11 | 53 | 50 | 3   | 37 |
| 8  | Germinal Ekeren | 34 | 13 | 11 | 10 | 55 | 45 | 10  | 37 |
| 9  | Cercle Brugge   | 34 | 10 | 14 | 10 | 57 | 57 | 0   | 34 |
| 10 | KSV Waregem     | 34 | 11 | 8  | 15 | 47 | 55 | -8  | 30 |
| 11 | RWD Molenbeek   | 34 | 11 | 7  | 16 | 37 | 48 | -11 | 29 |
| 12 | KSK Beveren     | 34 | 9  | 11 | 14 | 42 | 52 | -10 | 29 |
| 13 | R. Charleroi SC | 34 | 9  | 9  | 16 | 32 | 43 | -11 | 27 |
| 14 | KSC Lokeren     | 34 | 8  | 11 | 15 | 38 | 51 | -13 | 27 |
| 15 | Club Liégeois   | 34 | 7  | 13 | 14 | 33 | 47 | -14 | 27 |
| 16 | Genk            | 34 | 8  | 10 | 16 | 32 | 44 | -12 | 26 |
| 17 | KV Kortrijk     | 34 | 5  | 10 | 19 | 31 | 72 | -41 | 20 |
| 18 | Eendracht Aalst | 34 | 4  | 8  | 22 | 18 | 62 | -44 | 16 |

### Verdetti
- Club Brugge campione del Belgio 1991-92.
- KV Kortrijk ed Eendracht Aalst retrocesse in Division II.